# Боєчин Олексій Федорович
Боєчин Олексій Федорович (1898 , Одеса, Херсонська губернія  — невідомо ) — співробітник органів державної безпеки, полковник (1943).

## Ранні роки
Народився в Одесі в сім'ї токаря. В 1913 році закінчив міське 4-класне училище, Петербург. Працював токарем на Путиловському заводі, потім у Москві, в трамвайному депо. У 1917 році в російській армії. У 1917–1918 рр. член Президії Виконкому Люберецької волосної ради. У 1918–1919 рр. в РСЧА. У 1919–1921 рр. слухач Самарських військово-інженерних курсів РККА. Член РКП(б) з 1920 року. В 1921–1922 рр. начальник Позашкільного відділу Управління навчальних закладів Приволзького військового округу. У 1922–1924 рр. слухач Військово-педагогічної школи РККА. У 1924–1930 рр. на викладацькій роботі. У 1930–1932 рр. на навчанні на відділенні історії народів СРСР Інституту Червоної професури. У 1932–1934 рр. завідувач Сектором пропаганди Культурно-пропагандистського відділу Московського обласного комітету ВКП(б). У 1934–1937 рр. секретар комітету ВКП(б) Сталіногорського хімічного комбінату ім. Й. В. Сталіна (Московська область).

## В органах
- У 1937 р. стажист НКВС СРСР, помічник начальника III відділення IV відділу ГУГБ НКВС СРСР, секретар комітету ВКП (б) ГУГБ НКВС СРСР.
- У 1937–1938 рр. начальник Управління НКВС по Курській області.
- У 1938–1939 рр. у розпорядженні Відділу кадрів НКВС СРСР.
- У 1939–1941 рр. начальник Сегезького виправно-трудового табору і Сегежстроя НКВС СРСР. У грудні 1939 р. відповідав за організацію приймального пункту для військовополонених-фінів в Сегежі. У 1941 р. заступник начальника VIII управління оборонних робіт НКВС.
- У 1941–1942 рр. начальник Управління спеціального табору № 150 НКВС.
- У 1942–1946 рр. начальник Управління спеціального табору № 283 НКВС (Московська область).
- У 1946–1947 рр. начальник Управління будівництва № 3 Головного управління шосейних доріг і табору для військовополонених № 406 (Орел).
- У 1947–1950 рр. начальник Управління виправно-трудового табору комбінату № 9 МВС.
- У 1950–1953 рр. начальник Управління виправно-трудового табору і будівництва Омського нафтопереробного заводу.
- У 1953 р. у розпорядженні Управління кадрів МВС СРСР, заступник начальника Відділу військової частини № 04201 (Москва).
- У 1953–1954 рр. заступник начальника Управління Міністерства середнього машинобудування СРСР.
- З 1954 р. начальник Управління будівництва «копальні» (складу ядерної зброї) і Гагарінського табірного відділення Головного управління таборів промислового будівництва МВС.

## Звання
- ст. лейтенант ДБ 23.04.37;
- капітан ДБ 26.11.37;
- підполковник ДБ 11.02.43;
- полковник ДБ 09.09.43.

## Нагороди
- знак «Почесний працівник ВНК-ГПУ (XV)» 31.08.37;
- орден Червоної Зірки 20.09.43;
- орден Вітчизняної війни 2 ст. 22.08.44;
- орден Червоного Прапора 03.11.44;
- орден Леніна 21.02.45.